# Enemy of the Sun (album Neurosis)
Enemy of the Sun – czwarty album studyjny zespołu Neurosis, wydany w 1993 roku. 
Po wydaniu przełomowego "Souls at Zero" zespół poszedł jeszcze dalej - wprowadził do swojego stylu aranżacje wręcz orkiestrowe, słyszalne w takich utworach jak "Lost" czy "Raze the Stray". Słychać też bardzo widoczne inspiracje plemiennymi rytmami, szczególnie w partiach perkusji ("Enemy fo the Sun"), co najlepiej uwidacznia ostatni na płycie "Cleanse" - to nic innego jak 15-minutowa, plemienna gra na bębnach.

## Spis utworów
1. "Lost" – 9:41
2. "Raze the Stray" – 8:41
3. "Burning Flesh in Year of Pig" – 1:37
4. "Cold Ascending" – 4:35
5. "Lexicon" – 5:41
6. "Enemy of the Sun" – 7:33
7. "The Time of the Beasts" – 7:59
8. "Cleanse" – 15:53